# Luboš Lom
Luboš Lom (* 3. Februar 1965 in Kladno; † 26. Februar 2022) war ein tschechischer Radrennfahrer.

## Karriere
Luboš Lom konnte 1986 eine Etappe bei der Niedersachsen-Rundfahrt gewinnen und ließ zwei Jahre später zwei weitere Etappensiege bei dieser folgen. Bei den Olympischen Sommerspielen 1988 in Seoul belegte er im Straßenrennen den 61. Platz. Außerdem ging er im Bahnradsport im Punktefahren an den Start, wo er 23. wurde. 1990 konnte Lom die dritte Etappe der Bayern-Rundfahrt gewinnen und schloss die Gesamtwertung als Zweiter ab. Beim Giro d’Italia 1992 erreichte Lom den 91. Platz im Gesamtklassement. Ein Jahr später folgte seine zweite Teilnahme am Giro d’Italia sowie an der Vuelta a España, Mailand-Sanremo und Settimana Internazionale Coppi e Bartali. Die Straßenrennen bei den UCI-Straßen-Weltmeisterschaften und 1994 konnte er nicht beenden. Lom startete noch an der Vuelta a España 1994 sowie bei der Trofeo Laigueglia im gleichen Jahr. Bei seiner dritten und letzten Weltmeisterschaftsteilnahme 1996 belegte er im Einzelzeitfahren den 34. Rang.
Am Silvesterabend 2013 wurde Lom mit schweren Schmerzen ins Krankenhaus eingeliefert. Dort diagnostizierten die Ärzte ein Multiples Myelom. Der ehemalige Radrennfahrer unterzog sich mehreren Behandlungen in Deutschland, starb jedoch im Alter von 57 Jahren im Februar 2022.